# Can Bofí de la Torre
Can Bofí de la Torre és una obra d'Esponellà (Pla de l'Estany) declarada bé cultural d'interès nacional.

## Descripció
El mas Bofí és un edifici situat sobre un pendent orientat a nord-oest. Es tracta d'un cos cobert a dues aigües, allargat paral·lelament a les línies de nivell i orientat de sud-oest a nord-est. A l'angle nord-est/sud-est hi ha encastada la torre de planta quadrada, que sobresurt per damunt de l'edifici; està coberta a quatre aigües i presenta obertures en forma d'espitllera. Al sud-oest hi ha el pati per on s'accedeix al casal. L'entrada al pati es fa travessant un portal cobert amb una cornisa triangular d'aspecte abarrocat, sota la que hi ha una fornícula amb una escultura de Sant Narcís, envoltada per un pany de rajoles vidriades col·locades de manera romboïdal, de color blanc i blau, sota la imatge s'obre una porta formada per un arc el·líptic de pedra. Destaca la finestra ogival de la façana nord-oest.

## Història
Es troba esmentada l'any 1320, segons la dada recollida per Mn. Constant. La estructura de l'estàtua de Sant Narcís i del portal són del segle xviii, d'estil abarrocat. Segons la tradició de la casa, l'edifici va pertànyer a la confraria de Sant Narcís de Girona. La torre ha estat reparada. Les rajoles de l'entrada varen ser substituïdes al segle xx.